# Скемпськ
Скемпськ (пол. Skępsk, нім. Schems) — село в Польщі, у гміні Ґолюб-Добжинь Ґолюбсько-Добжинського повіту Куявсько-Поморського воєводства.
Населення — 614 осіб (2011).
У 1975-1998 роках село належало до Торунського воєводства.

## Демографія
Демографічна структура станом на 31 березня 2011 року:
|          | Загалом | Допрацездатний вік | Працездатний вік | Постпрацездатний вік |
| -------- | ------- | ------------------ | ---------------- | -------------------- |
| Чоловіки | 329     | 78                 | 223              | 28                   |
| Жінки    | 285     | 54                 | 168              | 63                   |
| Разом    | 614     | 132                | 391              | 91                   |